# NGC 6546
NGC 6546 ist ein offener Sternhaufen vom Trumpler-Typ III2m im Sternbild Schütze auf der Ekliptik. NGC 6546 hat einen Durchmesser von 15' und eine scheinbare Helligkeit von 8,0 mag.
Entdeckt wurde das Objekt am 27. Juni 1837 von John Herschel.